# Chiến dịch Biting
Chiến dịch Biting (Operation Biting), hay còn gọi là Cuộc đột kích Bruneval, là một chiến dịch đột kích của quân đội Anh vào một cơ sở radar bờ biển của quân đội phát xít Đức tại Saint-Jouin-Bruneval, miền Bắc nước Pháp, trong chiến tranh thế giới thứ 2. Cuộc đột kích diễn ra vào tối ngày 27-28 tháng 2 năm 1942.
Trước đó, ngay từ năm 1941, các máy bay trinh sát Không quân Hoàng gia Anh (RAF) đã phát hiện các trạm radar này, nhưng người Anh chưa biết rõ về vai trò cũng như đặc tính của các trạm radar này. Các nhà khoa học người Anh cho rằng các trạm radar này có vai trò quan trọng để giúp không quân Đức có khả năng tấn công hiệu quả các máy bay ném bom của Không quân Anh, dẫn tới việc Không quân Anh mất nhiều máy bay ném bom cùng các thành viên phi hành đoàn. Do đó, người Anh đã lên kế hoạch tấn công trạm radar này và cố gắng thu thập tối đa thành phần trạm radar với mục đích nghiên cứu.
Do quân Đức đã tiến hành dựng tường phòng thủ thẳng đứng nên người Anh tin rằng sử dụng biệt kích tấn công từ hướng biển sẽ gây ra thương vong lớn đồng thời cũng khiến quân Đức có đủ thời gian để phá hủy căn cứ. Các chỉ huy Anh do đó đã sử dụng lính dù, sau đó sẽ đưa các thiết bị kỹ thuật của quân Đức về bằng đường biển, bằng cách này sẽ làm cho lính Đức bị bất ngờ, và giảm tối đa thương vong có thể.
Vào đêm ngày 27 tháng 2, sau một thời gian huấn luyện tích cực và lui lịch tấn công do thời tiết xấu, một đại đội lính dù dưới sự chỉ huy của Thiếu tá John Frost đã nhảy dù xuống điểm cách vị trí đặt đài radar chỉ vài dặm. Mũi tấn công chính đột kích vào biệt thự nơi đặt các thành phần của tổ hợp radar, giết các lính canh Đức và thu giữ các thành phần của tổ hợp sau một cuộc đọ súng ngắn.
Đi cùng với đội đột kích còn có một kỹ sư của Không quân Hoàng gia Anh. Đội sẽ tiến hành tháo dỡ radar của Đức tại điểm tập kết trên bờ biển. Sau đó toàn đội sẽ lên tàu đổ bộ, và trở về Anh.
Cuộc đột kích được tiến hành tương đối thành công, với một vài lính dù chết và bị thương. Bằng việc phân tích radar của Đức thu được, với sự trợ giúp của các kỹ thuật viên radar Đức, người Anh đã nắm được công nghệ của người Đức và cách đối phó.

## Bối cảnh
Sau khi trận chiến nước Pháp kết thúc và quân Anh bị buộc phải di tản khỏi Dunkirk trong chiến dịch Dynamo, phần lớn các hoạt động quân sự của Anh nhằm vào Đức được thực hiện thông qua Bộ tư lệnh máy bay ném bom của Không quân Hoàng gia Anh với các cuộc không kích bằng máy bay ném bom chiến lược. Tuy nhiên, các tổn thất của phi đội máy bay ném bom bắt đầu tăng lên vào năm 1941, theo đó, cơ quan tình báo Anh cho rằng người Đức đang sở hữu công nghệ radar tiên tiến để phát hiện máy bay ném bom Anh từ xa.
Trước đó, Anh và Đức đã cạnh tranh nhau trong công nghệ radar khoảng 10 năm, trình độ công nghệ radar của người Đức là tương đương hoặc vượt trội so với Anh do Đức đã dành những khoản đầu tư lớn vào lĩnh vực mới mẻ này. Đến đầu Chiến tranh thế giới 2, người Anh đã triển khai các hệ thống radar có năng lực, nhờ nhà khoa học Robert Watson-Watt, mặc dù công nghệ này vẫn còn rất sơ khai và Watson-Watt cùng các nhà khoa học khác đã không thể chế tạo được hệ thống phòng thủ vào ban đêm trước khi không quân Đức ném bom Anh trong năm 1940.
Một nhà khoa học khác cũng tham gia phát triển công nghệ và hệ thống radar của Anh khi đó là R. V. Jones, người vào năm 1939 đã được chỉ định làm người đứng đầu cơ quan tình báo chuyên thu thập khoa học công nghệ, ông đã dành ra năm đầu tiên của cuộc chiến tranh thế giới để nghiên cứu so sánh độ tiên tiến của công nghệ radar Đức so với của Anh, ông cũng là người cho rằng người Đức thực sự đã sở hữu hệ thống radar.

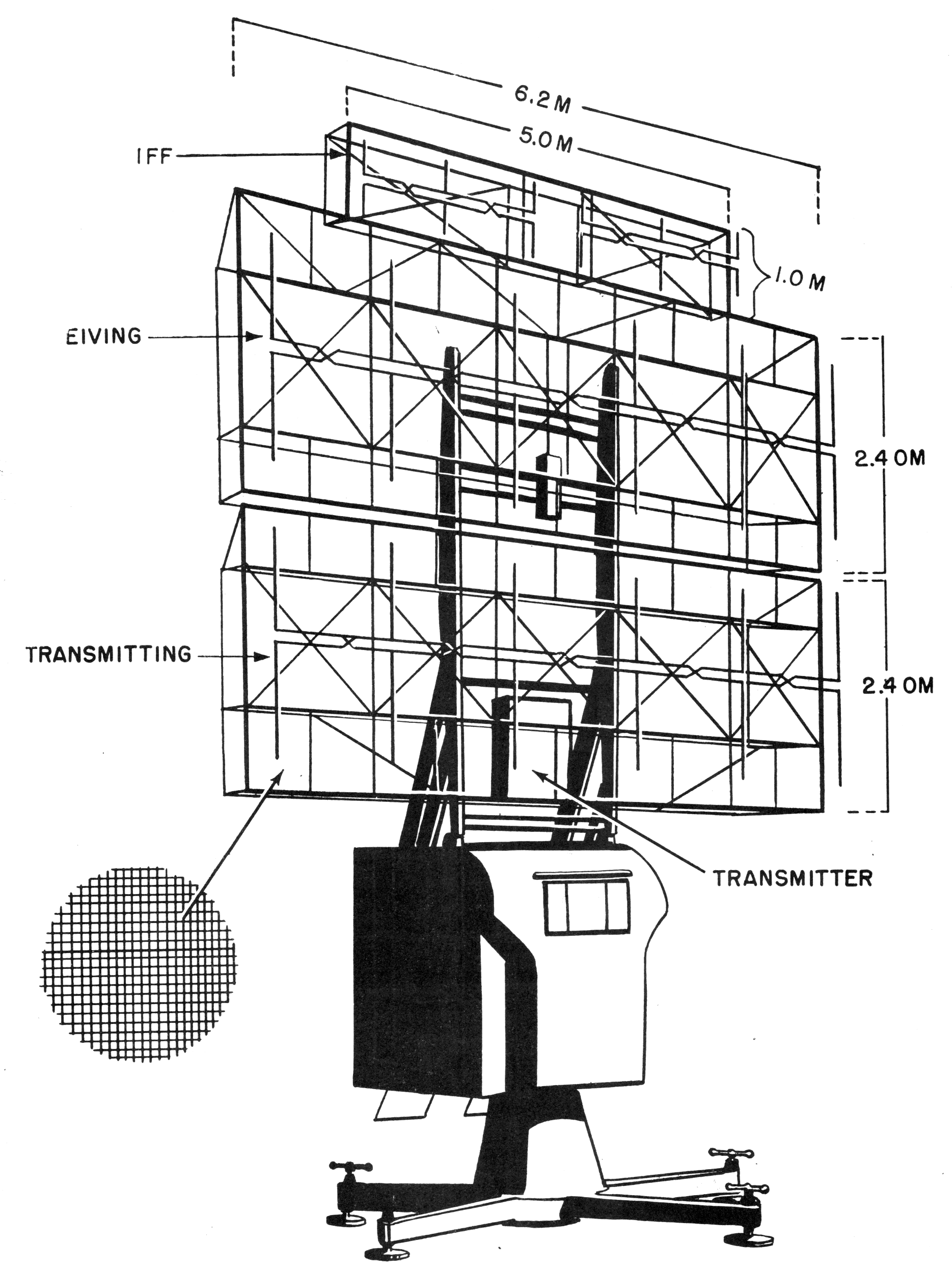
Radar Freya

Nhờ kiểm tra các tài liệu thu được từ xác máy bay ném bom Đức, giải mã máy mật mã Enigma, và từ các tù nhân Đức, Jones đã tìm ra rằng tín hiệu tần số cao được truyền đến Anh từ một nơi nào đó trong Lục địa Châu Âu, và ông tin rằng đó chính là hướng phát sóng của radar. Trong vòng vài tháng từ khi tìm ra điều này, Jones đã nhận diện được một vài nguồn phát sóng radar, một trong số đó được sử dụng để phát hiện các máy bay ném bom của Không quân Anh; hệ thống radar này được gọi là tia "Freya-Meldung-Freya", được đặt theo Freyja. Jones sau đó đã có được các tấm không ảnh chụp các vị trí triển khai radar Freyja sau khi máy bay trinh sát chụp ảnh khu vực gần Cap d'Antifer, Normandy – hai radar được triển khai với mỗi radar có một anten quan cỡ lớn, rộng xấp xỉ 20 ft (6 m). Có được vị trí chính xác của các căn cứ radar, Jones cùng với các cộng sự đã bắt đầu nghiên cứu biện pháp đối phó với loại radar này, trong khi Không quân Anh cũng bắt đầu chiến dịch tìm và diệt các trạm radar của quân Đức.
Jones đồng thời cũng tìm ra bằng chứng về việc hệ thống radar Freya không hoạt động độc lập mà nó hoạt động kết hợp với một hệ thống radar thứ 2, sau khi giải mã tín hiệu thu được từ Enigma thu được, với tên gọi của bộ phận này là"Würzburg", nhưng chỉ đến khi máy bay trinh sát thu được không ảnh vào tháng 11 năm 1941 thì ông mới hiểu được nguyên lý hoạt động của Würzburg. Thiết bị thu sóng Würzburg bao gồm anten parabol đường kính khoảng 10 ft (3 m), hoạt động kết hợp với Freya để xác định vị trí chính xác của máy bay ném bom của Anh sau đó dẫn đường cho các máy bay tiêm kích ban đêm của Không quân Đức tấn công. Hai hệ thống radar này bổ trợ cho nhau; Freya là loại radar cảnh báo sớm tầm xa nhưng có độ chính xác không cao, Würzburg có tầm quan sát ngắn hơn, nhưng lại có độ chính xác lớn hơn nhiều. Phiên bản Würzburg FuSE 62 D có kích thước nhỏ hơn rất nhiều so với hệ thống radar Freya và cũng dễ sản xuất với số lượng lớn đáp ứng yêu cầu của Không quân Đức để bảo vệ lãnh thổ Đức.

### Mở đầu
Để có thể vô hiệu hoá hệ thống radar Würzburg, Jones và đội ngũ cộng sự của ông cần phải có một hệ thống radar thực để mổ xẻ nghiên cứu chi tiết, hay ít ra là một vài bộ phận của loại radar này. Một hệ thống radar như vậy được máy bay trinh sát Spitfire phát hiện trong quá trình bay tuần tra gần Le Havre.
Trạm radar được tìm thấy nằm ở làng Bruneval, 12 mi (19 km) về phía Bắc Le Havre, và là trạm radar mà người Anh dễ tiếp cận nhất; trong khi các trạm radar khác nằm sâu trong lục địa và thậm chỉ xa hơn, tại Romania và Bulgaria. Một bản đề nghị thực hiện cuộc tập kích vào trạm radar Bruneval để chiếm radar Würzburg đã được chuyển đến Đô đốc Louis Mountbatten, chỉ huy các Chiến dịch hỗn hợp. Sau một cuộc thảo luận ngắn, kế hoạch đột kích được chấp thuận.
Nhận được sự đồng ý, Mountbatten cùng ban chỉ huy đã nghiên cứu bố trí phòng thủ của quân Đức tại căn cứ Bruneval, ngay lập tức đưa ra kết luận rằng hệ thống phòng thủ bờ biển xung quanh khu vực được bảo vệ nghiêm ngặt, không khả thi cho việc triển khai đột kích từ hướng biển. Một cuộc đột kích từ hướng biển sẽ dẫn đến việc chịu nhiều tổn thất và đồng thời cũng không thể chiếm được radar trước khi quân Đức phá huỷ nó. Để tạo ra yếu tố bất ngờ và hạn chế tối đa thương vong, Mountbatten coi lực lượng lính dù là giải pháp khả thi nhất. Ngày 8-1-1942, ông đã liên hệ với sở chỉ huy Sư đoàn đổ bộ đường không số 1 và Phi đội số 38 Không quân Hoàng gia Anh, đề nghị họ thực hiện chiến dịch đột kích nếu khả thi. Chỉ huy sư đoàn dù là Frederick Browning, đã tỏ ra hăng hái hơn thường lệ khi nhận được lời đề nghị, ông hiểu rằng khi chiến dịch được thực hiện thành công sẽ là một đòn bẩy tuyệt vời cho sư đoàn dù của ông, cũng như chứng tỏ cho mọi người thấy giá trị của lính dù.

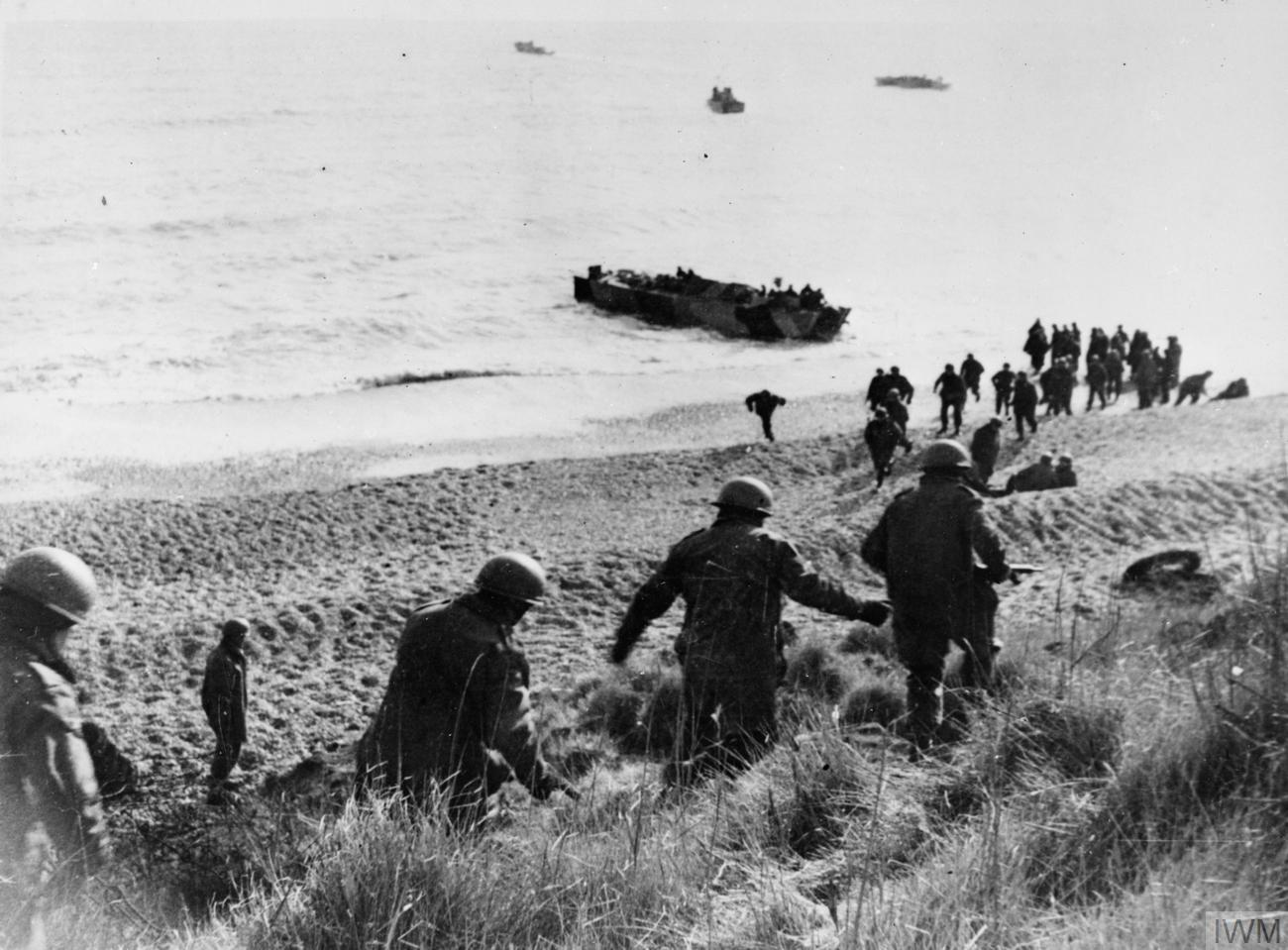
Các lính dù đang luyện tập rút lui về tàu đổ bộ sau khi thực hiện xong chiến dịch.

Cả hai chỉ huy của lực lượng dù đều tin rằng việc huấn luyện lính dù và phi công sẽ có thể hoàn tất vào cuối tháng 2 khi điều kiện thời tiết cho phép. Việc huấn luyện được triển khai ngay lập tức nhưng đã gặp một vài vấn đề. Phi đội số 38 là một phi đội vào thời điểm đó mới bắt đầu tổ chức, do đó Phi đội số 51 với chỉ huy trưởng là Percy Charles Pickard đã được lựa chọn để thực hiện chiến dịch. Một vấn đề khác là việc lựa chọn đơn vị lính dù sẽ tham gia cuộc đột kích.
Sư đoàn lính dù số 1 trong thành phần gồm hai tiểu đoàn lính dù, trong đó chỉ có tiểu đoàn 1 là đã được huấn luyện đầy đủ. Browning muốn giữ lại tiểu đoàn này cho các chiến dịch lớn hơn, nên đã ra lệnh tiểu đoàn dù số 2 thực hiện việc tuyển chọn đại đội thực hiện sứ mệnh đột kích. Đại đội 'C' với đại đội trưởng Frost được lựa chọn nhưng đại đội này cũng mới chỉ thành lập, và chưa được huấn luyện nhảy dù.
Cuộc đột kích vào trạm radar Đức được giữ bí mật đến nỗi khi Frost liên hệ với các sĩ quan tại tổng hành dinh sư đoàn dù số 1, Frost chỉ được thông báo rằng đơn vị của mình sẽ chỉ tham gia một cuộc diễn tập nhảy dù. Chỉ sau khi Frost gặp gỡ với các sĩ quan cấp cao tại tổng hành dinh, ông mới biết được kế hoạch về cuộc đột kích, chỉ sau đó, Frost mới bắt đầu tập trung vào việc huấn luyện cho đại đội.

## Bibliography
- Bodanis, David (2001). Electric Universe. Crown. ISBN 1400045509.
- Chappell, Mike (1996). Army Commandos 1940–1945. Elite Series # 64. London: Osprey Publishing. ISBN 1855325799.
- Cornwell, John (2004). Hitler's Scientists: Science, War and the Devil's Pact. Penguin Books. ISBN 0140296867.
- Frost, John (1980). A Drop Too Many. Cassell. ISBN 0850529271.
- Harclerode, Peter (2005). Wings Of War – Airborne Warfare 1918–1945. Weidenfeld & Nicolson. ISBN 0304367303.
- Johnson, Brian (1978). The Secret War. BBC. ISBN 0563174250.
- Jones, R.V. (1978). Most Secret War: British Scientific Intelligence, 1939–1945. Hamish Hamilton. ISBN 0241897467.
- Millar, George (1975). The Bruneval Raid. Doubleday & Company, Inc. ISBN 0385095422.
- Otway, Terence (1990). The Second World War 1939–1945 Army – Airborne Forces. Imperial War Museum. ISBN 0901627577.
- Kronborg, Ove C. (2017). De stjal Hitlers hemmelighed (bằng tiếng Đan Mạch). Forlaget Als. ISBN 9788799675494.

Bản mẫu:British Commando raids of the Second World War